# Communauté de communes Plaine des Tilles
La communauté de communes de la Plaine des Tilles était une communauté de communes française, située dans le département de la Côte-d'Or et la région Bourgogne-Franche-Comté.

## Histoire
Elle a été dissoute le 31 décembre 2016 pour fusionner avec la communauté de communes Val de Norge et former la communauté de communes Norge et Tille.

## Composition
| Nom                   | Code Insee | Gentilé           | Superficie (km2) | Population (dernière pop. légale) | Densité (hab./km2) |
| --------------------- | ---------- | ----------------- | ---------------- | --------------------------------- | ------------------ |
| Arc-sur-Tille (siège) | 21021      | Acétillois        | 22,71            | 2 572 (2014)                      | 113                |
| Couternon             | 21209      | Courtenonais      | 6,81             | 1 856 (2014)                      | 273                |
| Remilly-sur-Tille     | 21521      | Rumilliais        | 9,80             | 842 (2014)                        | 86                 |
| Varois-et-Chaignot    | 21657      | Varoischaignotins | 10,10            | 1 979 (2014)                      | 196                |

## Compétences
- Aménagement de l’espace
- Développement Economique (Zones d’activité industrielle, commerciale, tertiaire, artisanale, touristique et de loisirs)
- Environnement (notamment déchets ménagers : la Communauté de Communes adhère au Syndicat Mixte de Collecte et Traitement des Ordures Ménagères - SMICTOM - de la Plaine Dijonnaise)
- Voirie d’intérêt communautaire
- Transports intra-communautaires et jonctions avec les réseaux existants.

## Prévisions
Affectation d’espaces pour le développement industriel et commercial : 
- 30 ha sur Varois-et-Chaignot (Est) à proximité de l’échangeur autoroutier
- 20 ha sur Varois-et-Chaignot (Sud-Ouest) vers la RD 107D (réalisation différée)
- 20 ha sur Couternon (Nord) jouxtant l’ARC (réalisation différée)

## Atouts
- Un accès à l’échangeur de l’autoroute A 31,
- La liaison Dijon – Arc-sur-Tille, véritable entrée Est du Grand-Dijon, drainant la plus grande partie de l’accès routier de l’Est dijonnais, en plus du trafic autoroutier.
- La Base de loisirs, espace de 90 hectares situé sur la commune d'Arc-sur-Tille. Implanté sur d'anciennes gravières, cet espace comprend le Lac d’Arc, les bassins des Vachottes, des Sirmonots, leurs dépendances et leurs aménagements, et un stade de ski nautique. Il a pour vocation d'accueillir diverses activités ludiques, sportives et de détente (voile, canoë-kayak, pêche, baignade, ski nautique, promenade, VTT).